# Foire du livre de Funchal

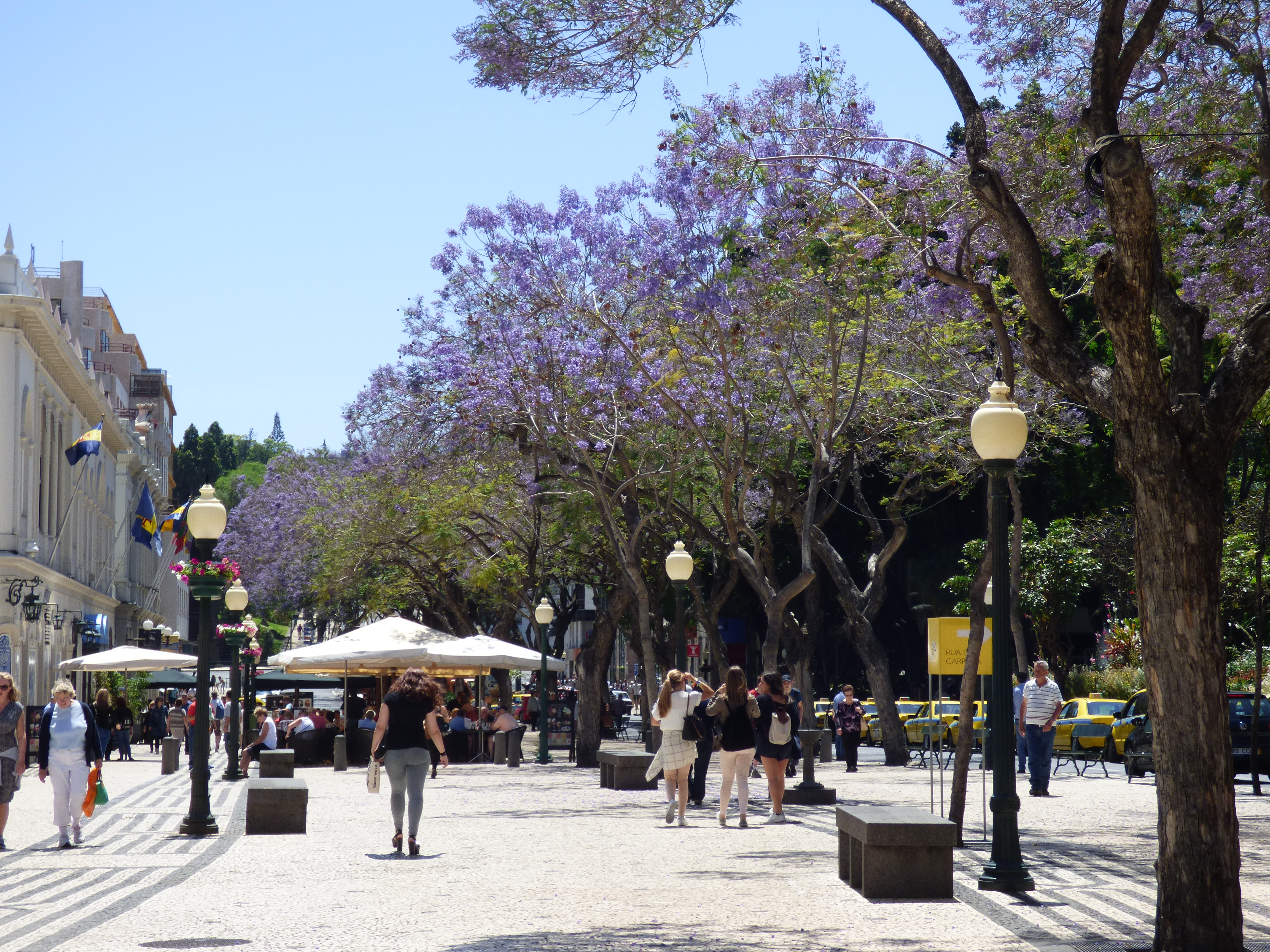
Avenue Arriaga, où se déroule la foire.

La Foire du livre de Funchal est un événement qui a lieu chaque année, depuis 1974, dans la ville de Funchal, à Madère, au Portugal,. Son organisation relève de la responsabilité de la mairie de Funchal.

## Description
Pendant la période de la foire, qui dure un peu plus d'une semaine, diverses activités ont lieu, notamment des animations, des conférences, des concerts et des expositions,.

## Historique
Initialement, la foire avait lieu dans le jardin municipal de Funchal, jusqu'à ce qu'elle soit déplacée vers l'Avenida Arriaga, sur presque toute sa longueur. Des affiches mentionnant l’événement sont installées dans les stands des libraires, bibliothèques et éditeurs,.
Au fil des années, plusieurs écrivains et personnalités illustres du monde littéraire lusophone, notamment nationaux, ont participé à l'évènement, parmi lesquels António Rebordão Navarro, António Tavares, António Torrado, Carlito Azevedo, José Rodrigues dos Santos, José Tolentino Mendonça, ou encore Valter Hugo Mãe.